# Kahneulchen
Die Kahneulchen oder Graueulchen (Nolinae) sind eine Unterfamilie der Eulenfalter (Noctuidae). Diese umfasst weltweit ca. 1400 Arten, von denen die meisten in den Tropen leben. Das Taxon stand lange Zeit im Rang einer Familie in der Überfamilie Noctuoidea, wurde jedoch durch Lafontaine und Fibiger (2006) nach einer Revision der Überfamilie auf Unterfamilienniveau der Noctuidae gesetzt.

## Merkmale
Die Falter erreichen in Europa eine Flügelspannweite von 17 bis 23 Millimetern und haben einen mittelmäßig bis kräftig gebauten Körper. Ihre Vorderflügel sind breit und werden nur 1,5 bis zweimal länger als breit. Die Hinterflügel sind etwa gleich breit wie die Vorderflügel und sind breit abgerundet. Die meisten Arten dieser Unterfamilie haben eine düstere Färbung. Einige, wie z. B. die Buchen-Kahneule (Pseudoips prasinana), fallen aber durch ihre leuchtende Grünfärbung auf. Ihre Fühler sind kurz bis mittellang und werden 0,5 bis 0,75 mal so lang wie die Vorderflügel. Die Fühler der Männchen können fadenförmig, gekämmt oder gefiedert sein. Ihre Maxillarpalpen sind stark zurückgebildet, ihr Saugrüssel ist voll entwickelt. Am Metathorax haben die Tiere gut entwickelte Tympanalorgane, mit denen manche Arten Klicklaute erzeugen können. Der Thorax ist stark behaart.
Die Vorderflügel haben 10 bis 12 Flügeladern mit einer Analader (1b). Die Hinterflügel haben 8 oder 9 Adern mit zwei Analadern (1a und 1b).

## Raupen
Die Raupen sind meist dicht und lang behaart. Neben dem Nachschieber haben sie nur drei Bauchbeinpaare, ihnen fehlen Beine auf dem dritten Abdominalsegment. Sie fressen unter anderem an Rosengewächsen (Rosaceae), Hülsenfrüchtlern (Fabaceae) und Buchengewächsen (Fagaceae). Sie verpuppen sich in charakteristischen doppelwandigen und gekielten (kahnförmigen) Kokons.

## Systematik

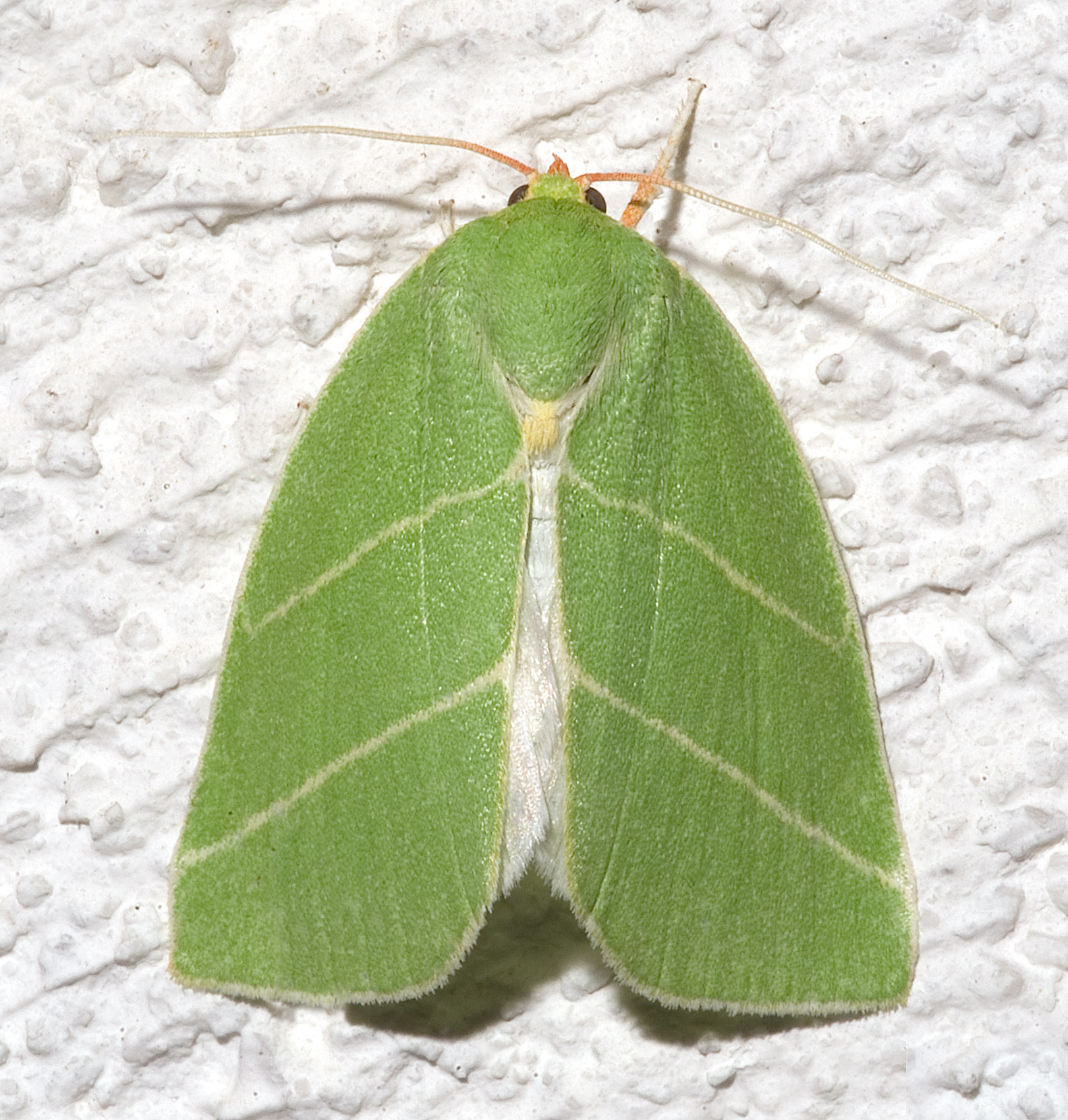
Großer Kahnspinner (Bena bicolorana)

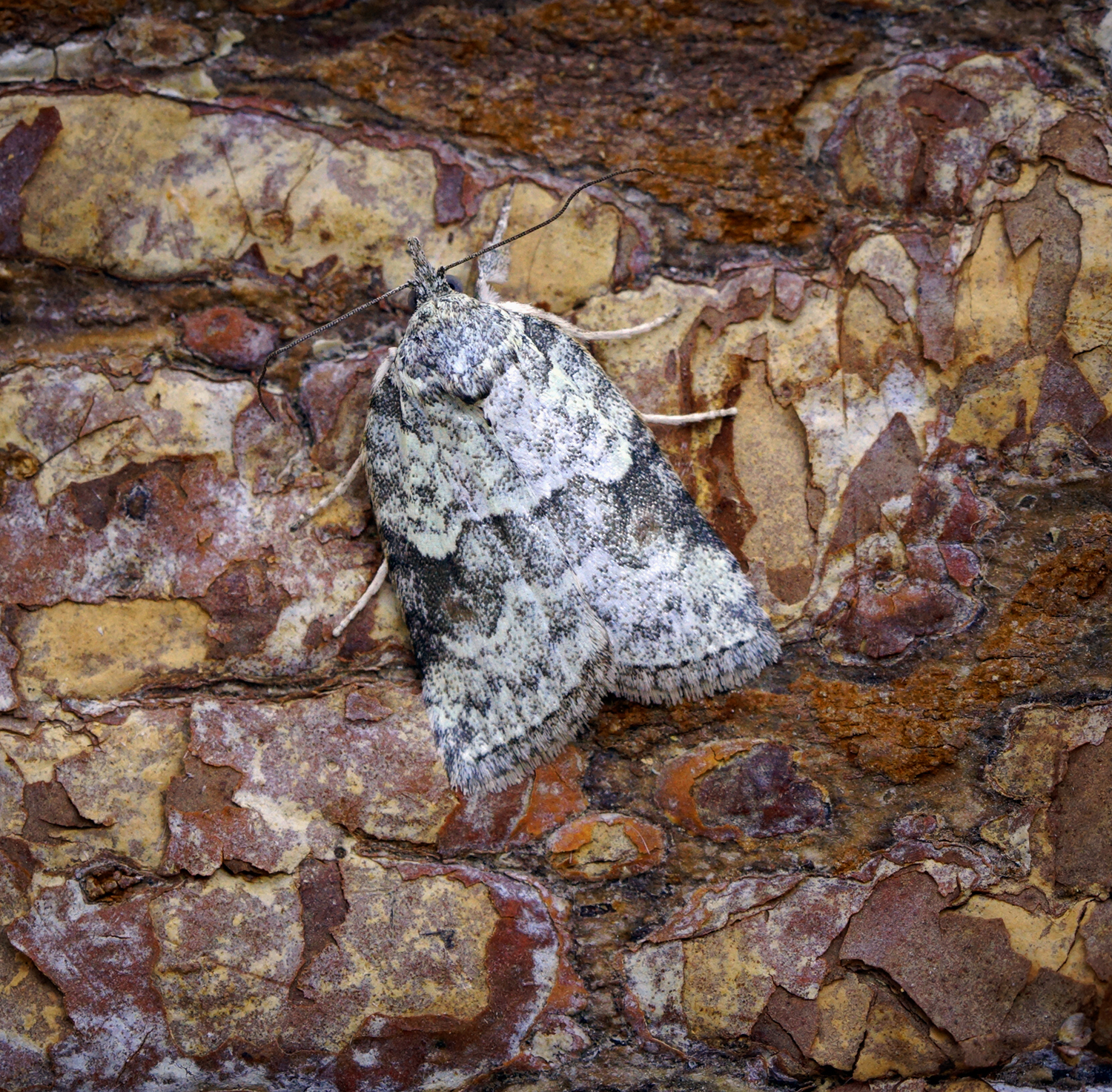
Salweiden-Wicklereulchen (Nycteola degenerana)

Die Kahneulchen kommen in Europa mit 41 Arten vor, von denen in Mitteleuropa 20 Arten bekannt sind.
- Brombeer-Kleinbärchen (Meganola albula) (Denis & Schiffermuller, 1775) A, CH, D
- Meganola gigantula (Staudinger, 1879)
- Meganola impura (Mann, 1862)
- Meganola kolbi (Daniel, 1935)
- Ungebändertes Eichen-Kleinbärchen (Meganola strigula) (Denis & Schiffermuller, 1775) A, CH, D
- Schwarzliniertes Graueulchen (Meganola togatulalis) (Hübner, 1796) CH, D
- Nola aegyptiaca Snellen, 1875
- Birkenmoor-Kleinbärchen (Nola aerugula) (Hübner, 1793) A, CH, D
- Nola chlamitulalis (Hübner, 1813) A, CH, D
- Baumflechten-Kleinbärchen (Nola cicatricalis) (Treitschke, 1835) A, CH, D
- Eichen-Grauspinnerchen (Nola confusalis) (Herrich-Schaffer, 1847) A, CH, D
- Nola crambifomris Rebel, 1902
- Wasserminzen-Kleinbärchen (Nola cristatula) (Hübner, 1793) A, CH, D
- Violettgraues Graueulchen (Nola cucullatella) (Linnaeus, 1758) A, CH, D
- Nola dresnayi (Warnecke, 1946)
- Nola harouni (Wiltshire, 1951)
- Nola holsatica Sauber, 1916
- Nola karelica Tengstrom, 1869
- Nola kruegeri (Turati, 1911)
- Nola ronkayorum Beshkov, 2006
- Nola squalida Staudinger, 1871 D
- Gamander-Graueulchen  (Nola subchlamydula) Staudinger, 1871 A, CH, D
- Nola thymula Milliere, 1867
- Nola tutulella Zerny, 1927
- Großer Kahnspinner (Bena bicolorana) (Fuessly, 1775) A, CH, D
- Weiden-Wicklereulchen (Nycteola asiatica) (Krulikovsky, 1904) A, CH, D
- Nycteola columbana (Turner, 1925) CH
- Salweiden-Wicklereulchen (Nycteola degenerana) (Hübner, 1799) A, CH, D
- Nycteola eremostola Dufay, 1961
- Nycteola kuldzhana Obraztsov, 1953
- Eichenhain-Wicklereulchen (Nycteola revayana) (Scopoli, 1772) A, CH, D
- Nycteola siculana (Fuchs, 1899) A, CH, D
- Nycteola svecicus (Bryk, 1941)
- Buchen-Kahneule (Pseudoips prasinana) (Linnaeus, 1758) A, CH, D
- Earias albovenosana Oberthur, 1917
- Grüneulchen (Earias clorana) (Linnaeus, 1761) A, CH, D
- Earias insulana (Boisduval, 1833)
- Earias syriacana Bartel, 1903
- Silberpappel-Kahneulchen (Earias vernana) (Fabricius, 1787) A, CH, D
- Garella musculana (Erschov, 1874)
- Garella nilotica (Rogenhofer, 1882)

## Belege